# Melpomene peruviana
Melpomene peruviana är en stensöteväxtart som först beskrevs av Nicaise Augustin Desvaux, och fick sitt nu gällande namn av Alan Reid Smith och R. C. Moran. Melpomene peruviana ingår i släktet Melpomene och familjen Polypodiaceae. Inga underarter finns listade.